# گریگور هوهانیسیان
گریگور یوریی هوهانیسیان (ارمنی: Գրիգոր Յուրիի Հովհաննիսյան، زاده ۲۶ ژانویهٔ ۱۹۷۱ در ایروان) یک دیپلمات اهل ارمنستان است. وی از ژانویه ۲۰۱۶ تا ۲۰۱۸ سفیر ارمنستان در ایالات متحده آمریکا بود. وی پیشتر سفیر ارمنستان در کشور مکزیک بود.